# CrossFit
CrossFit je v USA ochranná známka, propagovaná společností CrossFit, Inc. založenou Greg Glassmanem v roce 2000. Jde o kombinaci intenzivního intervalového tréninku, vzpírání, plyometrie, powerliftingu, gymnastiky, kalisteniky, strongmanů a dalších cvičení. Značka CrossFit byla kritizována za to, že způsobila zbytečná zranění a rhabdomyolýzu.

## Historie
CrossFit, byť je v dnešní době velmi rozšířenou komerční značkou, vychází ze stejné myšlenky komplexní fyzické připravenosti, jakou šířil Sokolský spolek v čele s Miroslavem Tyršem.[zdroj?] S podobou CrossFitu a jeho názvem přišel Američan a bývalý profesionální gymnasta Greg Glassman, který v polovině 90. let otevřel první tělocvičnu v Santa Cruz. Již od 80. let se jako trenér snažil připravovat všestranný tréninkový program pro své svěřence, ovšem bez jakéhokoliv komerčního využití. To přišlo až v roce 2000, kdy si Glassman zaregistroval internetovou doménu crossfit.com a stal se také vydavatelem časopisu Crossfit Journal, který byl přístupný členům tam registrovaným.

## Kontroverze
Podle Stuarta McGilla, profesora biomechaniky páteře na University of Waterloo, riziko zranění v některých cvičeních CrossFit, když je prováděno se špatnou technikou v časově omezeném tréninku, převažuje nad přínosy pro zdraví. Dodal, že v jiných vzdělávacích programech existují podobná rizika, ale online komunita CrossFit umožňuje sportovcům provádět program bez řádného cvičení, což zvyšuje riziko. Jiní kritici poukazují na nedostatek času a nelogické, nebo dokonce libovolné sekvence cviků.

### Zranění
Riziko zranění spojené s CrossFit tréninkem bylo kontroverzní otázkou od doby, kdy popularita crossfitu začala stoupat v časných nultých letech. Kritici obvinili CrossFit, Inc. z používání nebezpečných pohybů a nevhodných úrovní intenzity a z toho, že umožňuje nekvalifikovaným jednotlivcům, aby se stali CrossFit trenéry. V reakci na tyto kritiky společnost CrossFit, Inc. tvrdila, že „CrossFit je relativně bezpečný, i když je prováděn se špatnou technikou, ale je bezpečnější a efektivnější, když je prováděn s dobrou technikou.“ Společnost CrossFit, Inc. také tvrdí, že nebezpečí zranění může být sníženo řádným škálováním a úpravou tréninku.
Společnost CrossFit, Inc. podporuje tuto pozici tím, že cituje tři akademické výzkumy u cvičenců CrossFit. Tyto průzkumy vypočítaly pravděpodobnost zranění mezi 2,4–3,1 zranění na 1000 hodin tréninku, což CrossFit komentuje, že je v souladu s mírou zranění zjištěnou ve "všeobecném tréninku zdraví" nebo pod ním. Studie publikovaná v časopise Journal of Strength and Conditioning Research s názvem "Crossfit-based high power power training zlepšuje maximální aerobní kondici a složení těla" sledovala 54 účastníků po dobu 10 týdnů tréninku CrossFit. Studie skončila závěrem, že "... významné procento našich subjektů (16 %) nedokončilo vzdělávací program a nevrátilo se k následnému testování." Autoři prohlásili: "To může zpochybnit poměr rizika a přínosu pro takové extrémní tréninkové programy ..." V roce 2014 společnost CrossFit, Inc., podala žalobu na Národní asociaci pro sílu a stabilizaci za publikování této studie; tvrdí, že data byla nepravdivá a byla "určena k vyděšení účastníků od CrossFit." NSCA popřelo obvinění společnosti CrossFit, Inc., ale vydala erratum, které uznalo, že údaje o újmě byly nesprávné.[zdroj?] V září 2016 lokální soud rozhodl ve prospěch tvrzení společnosti CrossFit, že údaje o újmě byly shledány falešnými, ale ne tím, že by NSCA byla komerčně motivována nebo že zveřejnění studie bylo hanlivé, protože NSCA nestála za studií. V únoru 2017 společnost CrossFit požádala o sankce proti NSCA poté, co jeden z svědků NSCA přiznal k padělání prohlášení během depozice. Pokud analýza neutrálních stran serverů NSCA odhalí jakékoli další pochybení, může společnost CrossFit podat pozměněnou stížnost na další sankce a náhradu ušlých příjmů.

### Únavová rhabdomyolýza
Vztah mezi CrossFit a únavovou rhabdomyolýzou byl předmětem kontroverze. Někteří lékaři tvrdili, že metodika CrossFit i prostředí vytvořené trenéry CrossFit zvyšuje u sportovců riziko rozvoje rhabdomyolýzy. V jednom případě cvičenec úspěšně žaloval trenéry a získal odškodnění 300 000 $ za vznik rhabdomyolýzy po CrossFit tréninku dne 11. prosince 2005, v Manassas World Gym v Manassas, Virginie, pod dozorem školitelů. Společnost CrossFit, Inc., nepopírá, že její metoda může způsobit rhabdomyolýzu, ale uvádí, že rhabdomyolýza je rizikem i u jiných sportů.